# Metallochlora roseipuncta
Metallochlora roseipuncta är en fjärilsart som beskrevs av Louis Beethoven Prout 1933. Metallochlora roseipuncta ingår i släktet Metallochlora och familjen mätare. Inga underarter finns listade i Catalogue of Life.